# تاکلسه
تاکلسه (به عربی: تاکلسة) یک منطقهٔ مسکونی در تونس است که در استان نابل واقع شده‌است. تاکلسه ۲۲٬۱۵۱ نفر جمعیت دارد.